# Eriskay
Die Insel Eriskay (schottisch-gälisch: Èirisgeigh [ˈeɾʲiʃkʲej], von altnord. Eiríksey, dt. „Eiríkrs Insel“) gehört zu den Äußeren Hebriden in Nordschottland. Sie gehört zur Civil parish South Uist. Sie liegt zwischen South Uist und Barra und ist mit South Uist durch den 2002 eröffneten Eriskay Causeway, einen Straßendamm, verbunden. Im gleichen Jahr wurde eine Fährstrecke zwischen Eriskay und Barra eröffnet. Die neue Fähre verkehrt zwischen Ceann a’ Gharaidh auf Eriskay und Ardmore auf Barra. Die Überfahrt dauert rund 40 Minuten. 2011 lebten 143 Personen auf der Insel.
An der südlichen Ostküste der Insel liegt mit Acairseid Mhor die größte Bucht der Insel. Sie reicht etwa 1,2 km in die Insel hinein und bildet eine Landenge, wodurch der Südteil der Insel beinahe abgetrennt wird.

Karte der Insel

Es gibt auf Eriskay einen Laden, ein Gemeindezentrum und die Politician Lounge Bar. Letztere hat ihren Namen nach dem Frachtschiff Politician, das 1941 im Eriskay-Sund, der Meerenge zwischen South Uist und Eriskay, havarierte und sank. Die Ladung des Schiffes bestand aus mehr als 24.000 Kisten Whisky; der größte Teil davon wurde offiziell nie geborgen. 1941 gilt seitdem bei den Bewohnern der umliegenden Inseln als „bestes Jahr des Zweiten Weltkriegs“. 1949 wurde die Geschichte in der Ealing-Komödie Freut euch des Lebens (engl. Whisky Galore!) nacherzählt, von der 2016 ein Remake erschien.
1942 wurde die erste befestigte Straße auf Eriskay fertiggestellt. Zu ihrer Finanzierung trug der Deutsche Emigrant Werner Kissling bei, der die erste filmische Dokumentation der Insel erstellte.
Die römisch-katholische Kirche St. Michael steht auf einem Hügel über dem Hauptort von Eriskay. Sie wurde 1903 von Allan MacDonald gebaut.